# Ilmor X3
La Ilmor X3 (estilizado como la X3) es una motocicleta de carrera de 800 cc V4 construida por Ilmor Engineering para competir en la temporada 2007 del campeonato del mundo de MotoGP.
La X3 es la creación del cofundador de Ilmor, Mario Illien, y el expiloto de Grandes Premios Eskil Suter de Suter Racing Technology (SRT). Illien utilizó su experiencia en el mundo de F1 para diseñar el motor V4 de la máquina, con Suter, que ya había diseñado el chasis de MotoGP de Kawasaki, a cargo del marco de aluminio de dos bielas.

## Temporada 2006
Con el corredor Garry McCoy, la X3 hizo su debut como wild card en el Gran Premio de Portugal de 2006 y luego dos semanas más tarde en el Gran Premio de Valencia de 2006, donde el énfasis estaba más en las pruebas que en la competencia. McCoy superó las expectativas, poniendo en actuaciones consistentes para traer al equipo Ilmor sus primeros dos puntos de campeonato y los primeros puntos ganados para una motocicleta de 800cc de capacidad.

## Temporada 2007
McCoy trabajó como piloto de prueba para el equipo de desarrollo de la X3 y se esperaba que montara para Ilmor en 2007, pero Andrew Pitt y Jeremy McWilliams fueron elegidos en su lugar. El 15 de marzo de 2007 después de una carrera, el equipo anunció que estaban tomando una rotura de MotoGP como resultado de ediciones de la financiación. El 30 de abril anunciaron que tendrían una configuración "delgada" enfocada exclusivamente en el desarrollo de motores, liberando todo el personal innecesario, pero manteniéndose bajo contrato con los pilotos McWilliams y Pitt.

## Historia
Ilmor Con su experiencia en la Fórmula 1 de principios de los noventa –y después produciendo motores para Mercedes-, la británica Ilmor Engineering desembarcó en MotoGP junto a la suiza Suter, que ya había diseñado los chasis de la categoría para Kawasaki. El plan de Ilmor era presentar su Ilmor X3 con un motor de 800cc V4  en 2007, pero los plazos se adelantaron y llegaron a tiempo de correr las dos últimas pruebas de 2006.
El piloto escogido fue el carismático australiano Garry McCoy, que acabó en Portugal a cuatro vueltas del líder, yendo a peor en Valencia, donde fue doblado hasta en siete ocasiones. Aun así, la gran cantidad de abandonos en sendas pruebas le permitió ser 15º en ambas, sumando dos puntos. Un resultado que se tradujo en el hito de ser el primer piloto y el primer equipo en puntuar en la cilindrada reina en una Moto de 800cc, cilindrada a la que MotoGP cambiaría en 2007.
Un 2007 en el que redoblaron sus esfuerzos fichando a Jeremy McWilliams y Andrew Pitt. Sin embargo, los tiempos de pretemporada estaban muy lejos de sus competidores, y tras la cita inaugural de Catar –en la que McWilliams no corrió por lesión y Pitt tuvo que abandonar-; Ilmor y Suter decidieron abandonar temporalmente el proyecto MotoGP, para poco después hacer definitivo el adiós.
GGPP: 3 
Puntos: 2
Ha pasado prácticamente una década desde el fracaso de Ilmor y la despedida definitiva de Kenny Roberts senior; y salvo los intentos CRT y Open, nadie ha vuelto a intentar la osadía de embarcarse en fabricar una MotoGP para competir con Honda, Yamaha, Ducati y compañía.

## Imágenes

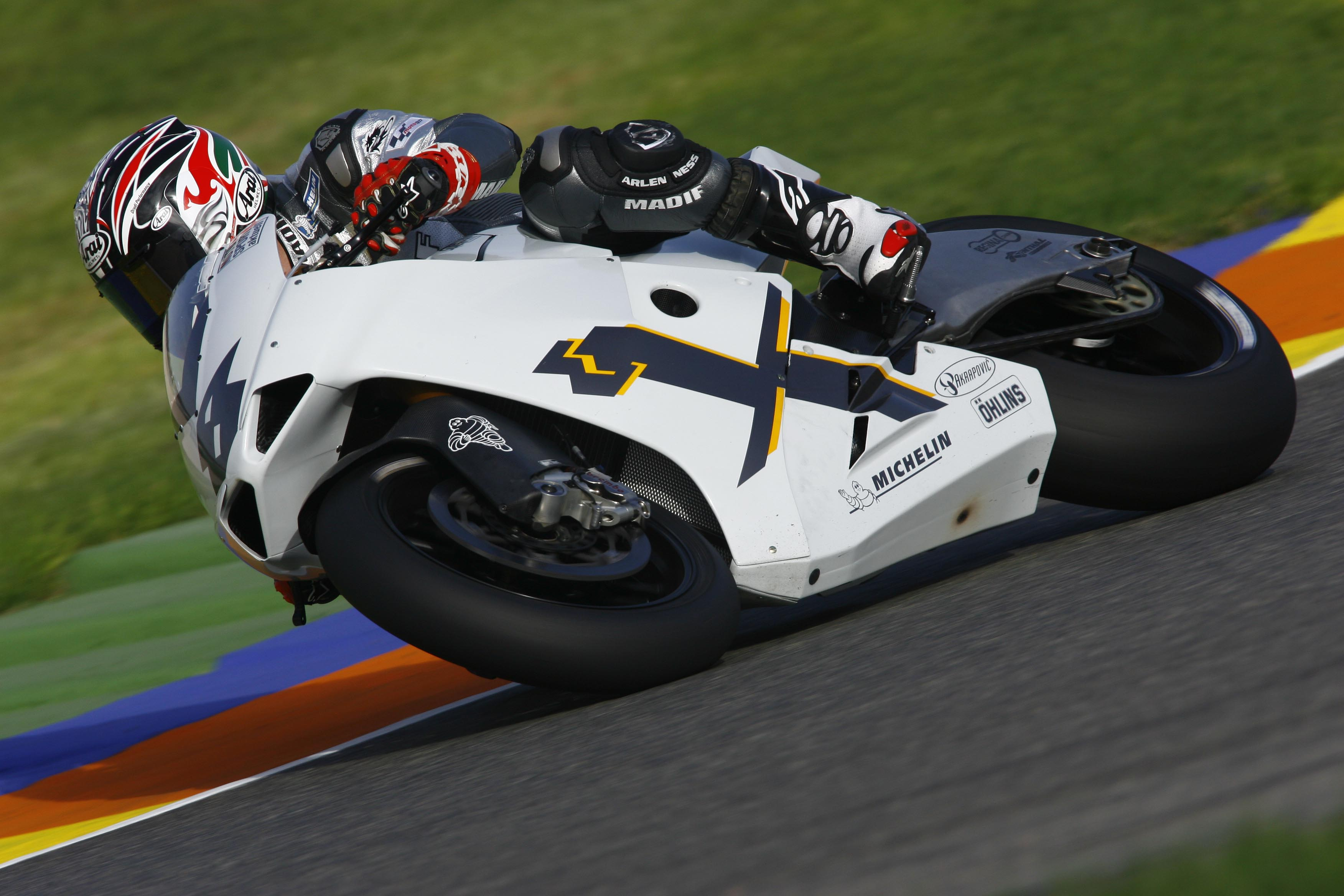
Garry McCoy montando la Ilmor X3 en el Gran Premio de Valencia de 2006.
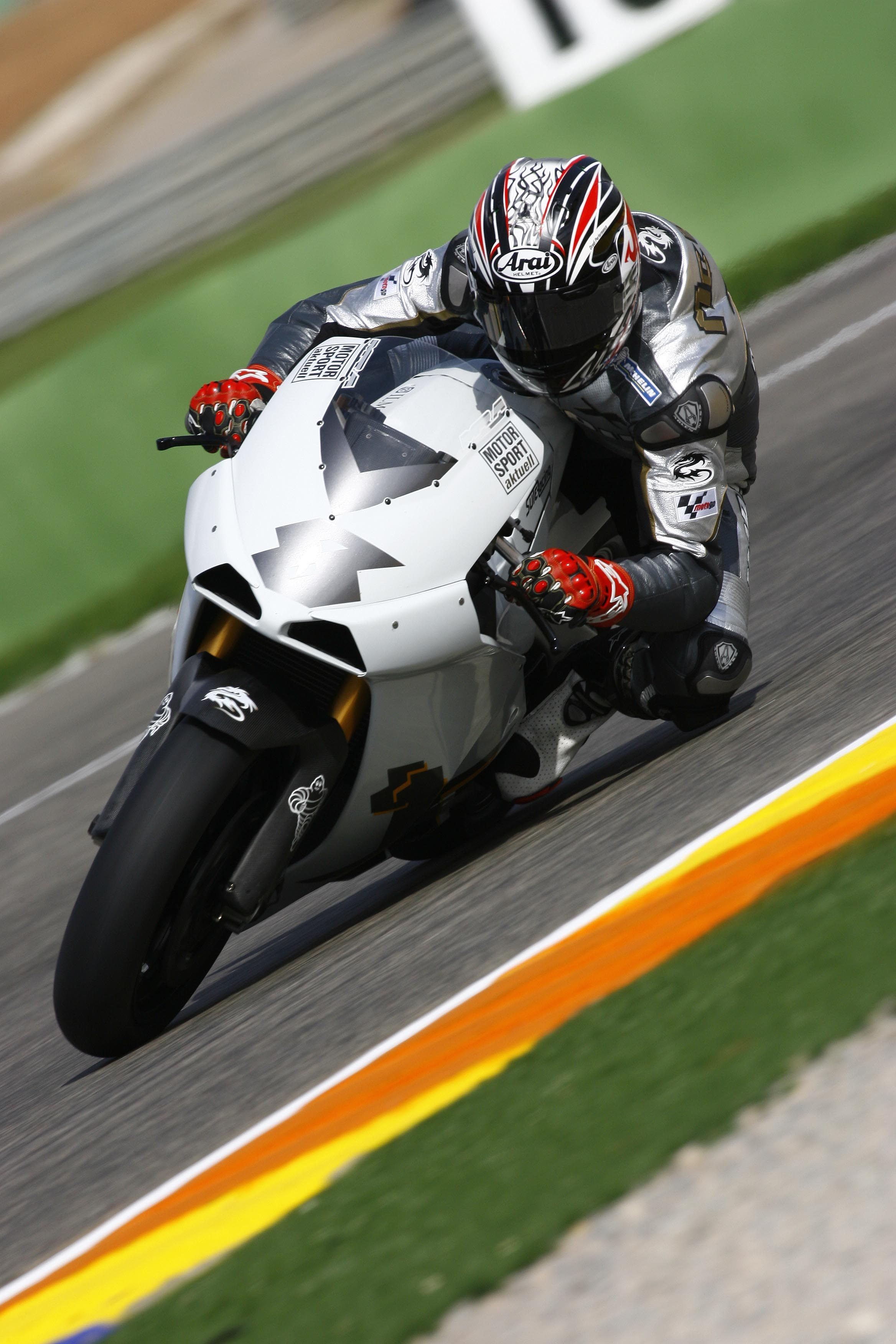